# (464039) 2014 WN180
(464039) 2014 WN180 es un asteroide perteneciente al cinturón de asteroides, descubierto el 13 de diciembre de 2010 por el equipo Spacewatch desde el Observatorio Nacional de Kitt Peak (Arizona, Estados Unidos).